# Dieter Honnecker
Dieter Honnecker (23 gennaio 1930 – 29 luglio 2012) è stato un calciatore tedesco, di ruolo attaccante.

## Carriera

### Club
Giocò per due anni nel SV Saar 05 Saarbrücken.

### Nazionale
Giocò una partita nella nazionale della Saar senza segnare nessun gol.